# Telenet-Fidea/Saison 2015
Dieser Artikel listet Erfolge und Fahrer des Radsportteams Telenet-Fidea in der Saison 2015 auf.

## Erfolge im Cyclocross 2014/2015
| Datum        | Rennen                                                   | Kat. | Fahrer              |
| ------------ | -------------------------------------------------------- | ---- | ------------------- |
| 30. August   | QianSen Trophy Cyclocross Yanqing Station Guihe, Yanqing | C1   | Thijs Al            |
| 21. Oktober  | Nacht van Woerden, Woerden                               | C2   | Thijs van Amerongen |
| 26. Oktober  | Grand Prix de la Commune de Contern, Contern             | C2   | Thijs van Amerongen |
| 9. November  | Superprestige Ruddervoorde, Ruddervoorde                 | C1   | Tom Meeusen         |
| 22. November | Cyclocross Koksijde, Koksijde (U23)                      | CU   | Daan Soete          |
| 7. Dezember  | Vlaamse Druivencross, Overijse                           | C1   | Tom Meeusen         |

## Abgänge – Zugänge
| Zugänge                    | Team 2014                          | Abgänge                   | Team 2015    |
| -------------------------- | ---------------------------------- | ------------------------- | ------------ |
| Jim Aernouts (ab 25. Juni) | Sunweb-Napoleon Games Cycling Team | Bart Wellens (bis 04.03.) | Karriereende |
| Thijs Aerts                | Young Telenet-Fidea                | Thijs Al                  | Karriereende |
| Kobe Goossens              | Young Telenet-Fidea                | Ben Boets                 | Unbekannt    |

## Mannschaft
| Name                | Geburtstag        | Nationalität |
| ------------------- | ----------------- | ------------ |
| Jim Aernouts        | 23. März 1989     | Belgien      |
| Thijs Aerts         | 3. November 1996  | Belgien      |
| Toon Aerts          | 19. Oktober 1993  | Belgien      |
| Thijs van Amerongen | 18. Juli 1986     | Niederlande  |
| Ben Boets           | 19. April 1995    | Belgien      |
| Nicolas Cleppe      | 12. Dezember 1995 | Belgien      |
| Kobe Goossens       | 29. April 1996    | Belgien      |
| Quinten Hermans     | 29. Juli 1995     | Belgien      |
| Corné van Kessel    | 7. August 1991    | Niederlande  |
| Tom Meeusen         | 7. November 1988  | Belgien      |
| Daan Soete          | 19. Dezember 1994 | Belgien      |
| Jens Vandekinderen  | 30. April 1993    | Belgien      |
| Bart Wellens        | 10. August 1978   | Belgien      |
| Niels Wubben        | 20. Februar 1988  | Niederlande  |